# جین وون-سیم
جین وون-سیم (انگلیسی: Jin Won-sim؛ زادهٔ ۱۳ دسامبر ۱۹۶۵) بازیکن هاکی روی چمن اهل کره جنوبی بود.
از افتخارات وی میتوان به کسب مدال نقره در بازی‌های المپیک تابستانی ۱۹۸۸ اشاره‌کرد.